# Isole Candlemas
Le Isole Candlemas (in italiano: Isole della Candelora; spagnolo: Islas Candelaria) sono un gruppo di isole che formano parte dell'arcipelago delle Sandwich Australi. Le Candlemas, situate nella parte settentrionale dell'arcipelago (a sud-est dell'Isola di Visokoi), sono composte dall'Isola Candlemas, dall'Isola Vindication e da numerosi altri scogli.
Le isole Candlemas furono scoperte il 2 febbraio 1775, grazie ad una spedizione britannica condotta da James Cook, che le nominò così in onore della festività ricorrente il giorno della loro scoperta.